# Drosophila capricorni
Drosophila capricorni är en tvåvingeart som beskrevs av Theodosius Dobzhansky och Crodowaldo Pavan 1943.

## Taxonomi och släktskap
Drosophila capricorni ingår i släktet Drosophila och familjen daggflugor.

## Utbredning
Artens utbredningsområde sträcker sig från Panama till Brasilien.